# Rikuto Hashimoto
Rikuto Hashimoto (japanisch 橋本 陸斗 Hashimoto Rikuto; * 2. April 2005 in der Präfektur Tokio) ist ein japanischer Fußballspieler.

## Karriere
Rikuto Hashimoto erlernte das Fußballspielen in der Jugendmannschaft von Tokyo Verdy. Hier unterschrieb der 16-jährige im April 2021 seinen ersten Profivertrag. Der Verein, der in der Präfektur Tokio beheimatet ist, spielte in der zweiten japanischen Liga, der J2 League. Sein Zweitligadebüt gab Rikuto Hashimoto am 28. Februar 2021 im Heimspiel gegen den Ehime FC. Hier wurde er in der 79. Minute für Yūhei Satō eingewechselt. Nach sechs Zweitligaspielen wechselte er im Sommer 2023 auf Leihbasis nach Yokohama zum Drittligisten YSCC Yokohama. Am Ende der Saison 2024 musste er mit dem Verein in die vierte Liga absteigen. Für Yokohama bestritt er 34 Ligaspiele. Nach der Ausleihe kehrte er zu Verdy zurück. Hier wurde sein Vertrag jedoch nicht verlängert. Im Februar 2025 nahm ihn der Erstligist Vissel Kōbe aus Kōbe unter Vertrag.